# Ejido el Milagro
Ejido el Milagro är en ort i Mexiko.   Den ligger i kommunen Tepetzintla och delstaten Puebla, i den sydöstra delen av landet, 150 km öster om huvudstaden Mexico City. Ejido el Milagro ligger 1 342 meter över havet och antalet invånare är 148.
Terrängen runt Ejido el Milagro är bergig österut, men västerut är den kuperad. Runt Ejido el Milagro är det ganska tätbefolkat, med 199 invånare per kvadratkilometer. Närmaste större samhälle är Zacatlán, 17,9 km väster om Ejido el Milagro. I omgivningarna runt Ejido el Milagro växer i huvudsak städsegrön lövskog.